# Reino de Munster
El Reino de Munster (en irlandés: Ríocht Mhumhain) era un reino de la Irlanda gaélica que existió en el suroeste de la isla desde al menos el siglo I a. C. hasta 1118. Según la historia irlandesa tradicional encontrada en los Anales de los Cuatro Maestros, el reino nación como territorio de los Clanna Dedad (a veces conocidos como Dáirine), una tribu Érainn de irlandeses Gaélicos. Algunos de sus primeros reyes fueron prominentes en el Ciclo del Úlster como Cú Roí y Conaire Mór. Durante unos cuantos siglos compitieron por el título de Rey Supremo de Irlanda, pero finalmente fueron derrotados por los Connachta, descendientes de Conn Cétchathach. El reino tuvo fronteras diferentes y divisiones internas a lo largo de su historia.
Grandes cambios modificaron Munster en el siglo VII, cuando los Corcu Loígde (antepasados de los Ó hEidirsceoil) perdieron el poder. Osraige, que había sido controlado por Munster durante dos siglos fue recuperado por los Dál Birn (antepasados de Mac Giolla Phádraig). Varios grupos menores como los Múscraige, cambiaron de banda y ayudaron a llevar al poder a los Eóganachta. Durante los tres siglos siguientes, varias ramas de esta dinastía como los Eóganacht Chaisil (antepasados de Ó Súilleabháin y Mac Cárthaigh) y Eóganacht Glendamnach (antepasados de Ó Caoimh) compitieron por el control del reino. La civilización cristiana celta floreció en esta época y la Roca de Cashel se convirtió en un centro de poder. Dos reyes, Faílbe Flann mac Áedo Duib y Cathal mac Finguine, fueron capaces de hace de Munster el primer reino irlandés en mucho tiempo.
Munster tuvo que contener los asaltos Vikingos de los Uí Ímair a partir del siglo IX, que se establecieron en Limerick, Waterford y Cork. En esa misma época los Dál gCais (ancestros de los Ó Briain), previamente conocidos como los Déisi, comenzaban a emerger en Munster. Ayudados en parte por los Uí Néill, los antiguamente pequeños Dál gCais came llegaron a desafiar el control de los Eóganachta en Munster. Las hazañas de su más famoso miembro, Brian Bóruma, conocido por la Batalla de Clontarf dieron el poder a los Dál gCais durante el resto del siglo XI. Después de crisis internas, Munster fue dividido por el Rey Supremo Toirdelbach Ó Conchobhair en el Tratado de Glanmire en 1118, entre Thomond gobernado por los Ó Briain y Desmond gobernado por los Mac Cárthaigh.

## Etimología
Un texto bajo medieval en irlandés irlandés llamado Cóir Anmann (conocido en inglés como la "Justeza de Nombres" o "Elucidación de Nombres") da una etimología para el término Munster. Afirma que el nombre deriva en parte de Eochaidh Mumu, uno de los primeros Reyes Supremos de Irlanda Eberianos que gobernaron la zona. Este Rey recibió el apodol mó-mó significando "más grande-más grande", porque  supuestamente era el más poderoso y grande en estatura que cualquier otro irlandés de su época (los Anales de los Cuatro Maestros informan de que reinó de 1449 a1428 BC). El Cóir Anmann propone que las palabra mó (más grande) y ána (prosperidad) se combinaron para formar Mumu, porque el reino era el más próspero de la isla. La segunda palabra ána se asocia también con la diosa Anu (potencialmente la misma que la diosa madre Danu). De hecho, existen en Munster dos montañas con forma de pechos cerca de Killarney llamadas los Dos pechos de Ána.

## Historia

### Ascenso de los Dáirine en Munster
Los primeros reyes de Munster, derivados de los Érainn (una de las mayores ramas de los Gaélicos en Irlanda), se mencionan en el Ciclo de la Rama Roja de historia tradicional irlandesa. Las figuras prominentes que protagonizan el Ciclo son Cú Roí mac Dáire, Conaire Mór, Lugaid mac Con Roí y otros. Todos estos hombre aparecen como grandes guerreros, en particular Cú Roí que aparece en el Táin bó Cúailnge, donde lucha con Amergin mac Eccit, hasta que Meadhbh le pide que se detenga. Finalmente Cú Roí muere a manos de Cú Chulainn después de ser traicionado por Bláthnat a quién había capturado. Su muerte fue vengada por su hijo Lugaid mac Con Roí.

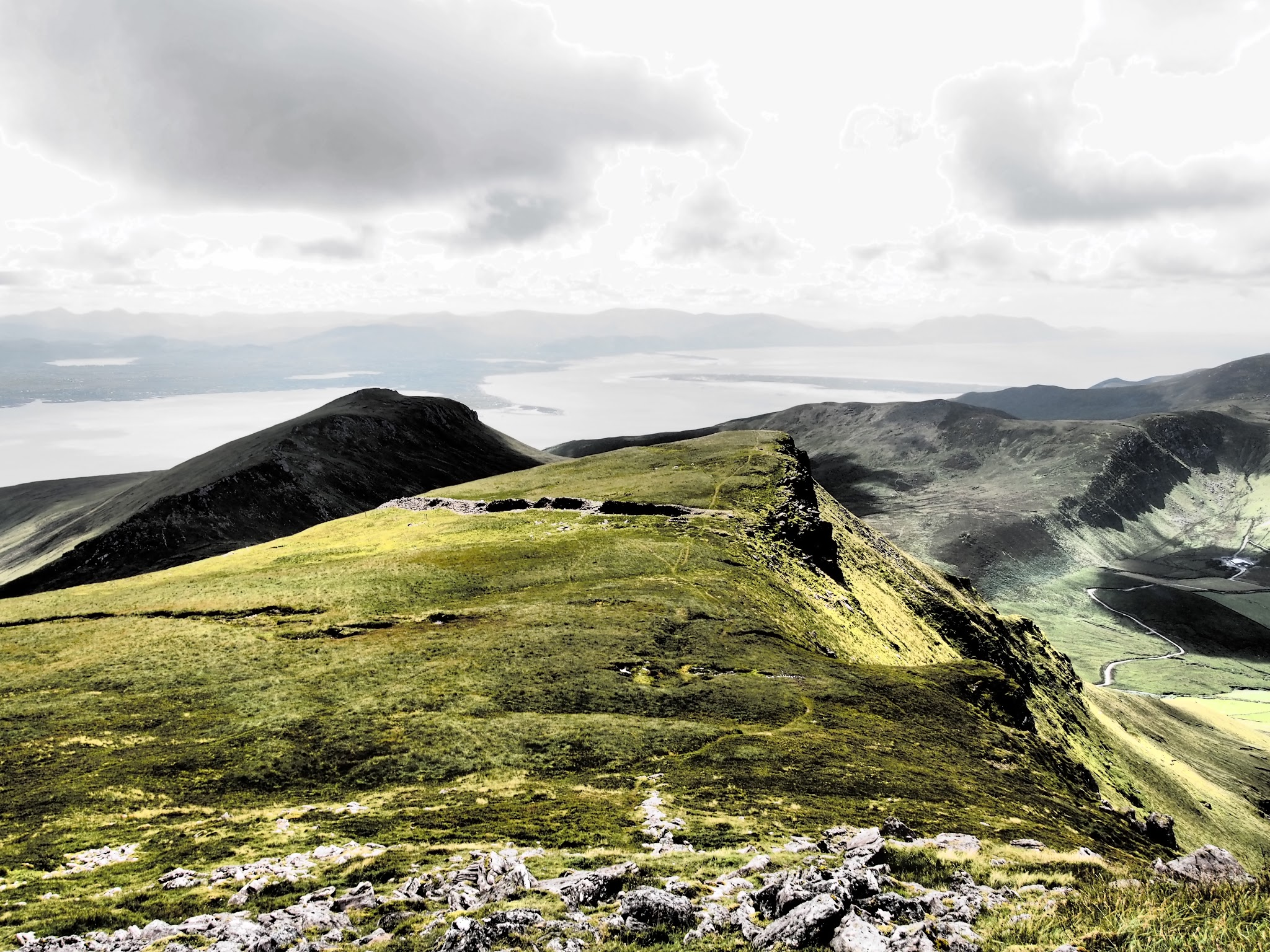
Caherconree en las montañas Slieve Mish presenta restos de un ringfort de piedra, llamado así por el rey Dáirine Cú Roí.

Los Dáirine (llamados así por Dáire mac Dedad), o Clanna Dedad, una rama importante de los Érainn, eran un poder significativo en la Irlanda gaélica, proporcionando varios Reyes Supremos en la Colina de Tara además de gobernar Munster. Existió también un Temair Luachra ("Tara de las Prisas"), como sitio real de Munster, pero se ha perdido su ubicación (es potencialmente sinónimo con Caherconree). Algunos de los Reyes Supremos más prominentes de esta época proporcionados por los Érainn de Munster incluyen a Eterscél Mór y Conaire Mór que son el tema del Togail Bruidne Dá Derga. Los Laigin en particular eran grandes rivales de Munster en la época. La Crónica de Irlanda sitúa el comienzo de estos gobernantes aproximadamente en el siglo I a. C.. Fuera de las fuentes gaélicas, el pueblo dominante en Munster, los Érainn, junto con otras tribus de la zona, están atestiguadas por Tolomeo en su Geographia, donde son conocidos como Iverni.
Según el Libro de Glendalough, un miembro de la familia real de Munster, Fíatach Finn, viajó al norte y se convirtió en Rey de Úlster, estableciendo la dinastía Érainn conocida como el Dál Fiatach. Esto significó competir con los gobernantes Ulaid de Clanna Rudhraighe. Un gran resurgimiento del poder de Munster tuvo lugar en el siglo II d. C., cuando uno de sus reyes, Conaire Cóem, se estableció como Rey Supremo de Irlanda. En esta época convivieron figuras tan épicas como Conn Cétchathach fundador de los Connachta y Cathair Mór un rey prominente del Laigin. Conaire Cóem ocupa un sitio importante en las genealogías irlandesas como el antecesor de los Síl Conairi. Sus hijos; Cairpre Músc (antepasado de los Múscraige y Corcu Duibne), Cairpre Baschaín (antepasado de los Corcu Baiscind) y Cairpre Riata (antepasado de los Dál Riata) fundaron dinastías que jugarían un papel importante en el Munster, mientras el último se desplazó al Úlster y estableció Alba (más conocida como Escocia) en Gran Bretaña.
Otro Rey Supremo de los Dáirine en este periodo fue Lugaid Mac Con, progenitor de los Corcu Loígde. Su madre era Sadb ingen Chuinn de los Connachta y era conocido como Mac Con ("Hijo del Galgo") porque fue presuntamente amamantado por galgo de su padre adoptivo Ailill Aulom. Obtuvo el título de Rey Supremo de Munster tras matar a Art mac Cuinn en la Batalla de Maigh Mucruimhe, que es el tema  de un cuento literario. Se dice que su padre adoptivo, Ailill Aulom fue Rey de Munster y pertenecía a los Deirgtine. Esta tribu gaélica no eran Dáirine y otros Reyes de Munster de esa tribu mencionados en el Ciclo de los Reyes, incluyen Mug Nuadat, Éogan Mór y Fiachu Muillethan. La relación exacta de los Deirgtine con otros grupos en Munster es polémica y los Eóganachta reclamaría más tarde descender directamente de ellos. Los Eóganachta emergieron en el siglo IV con Corc mac Luigthig pero tomarían el poder en el siglo VII y la reclamación genealógica pueden haber sido para reforzar su legitimidad.

### Cristianización del Reino

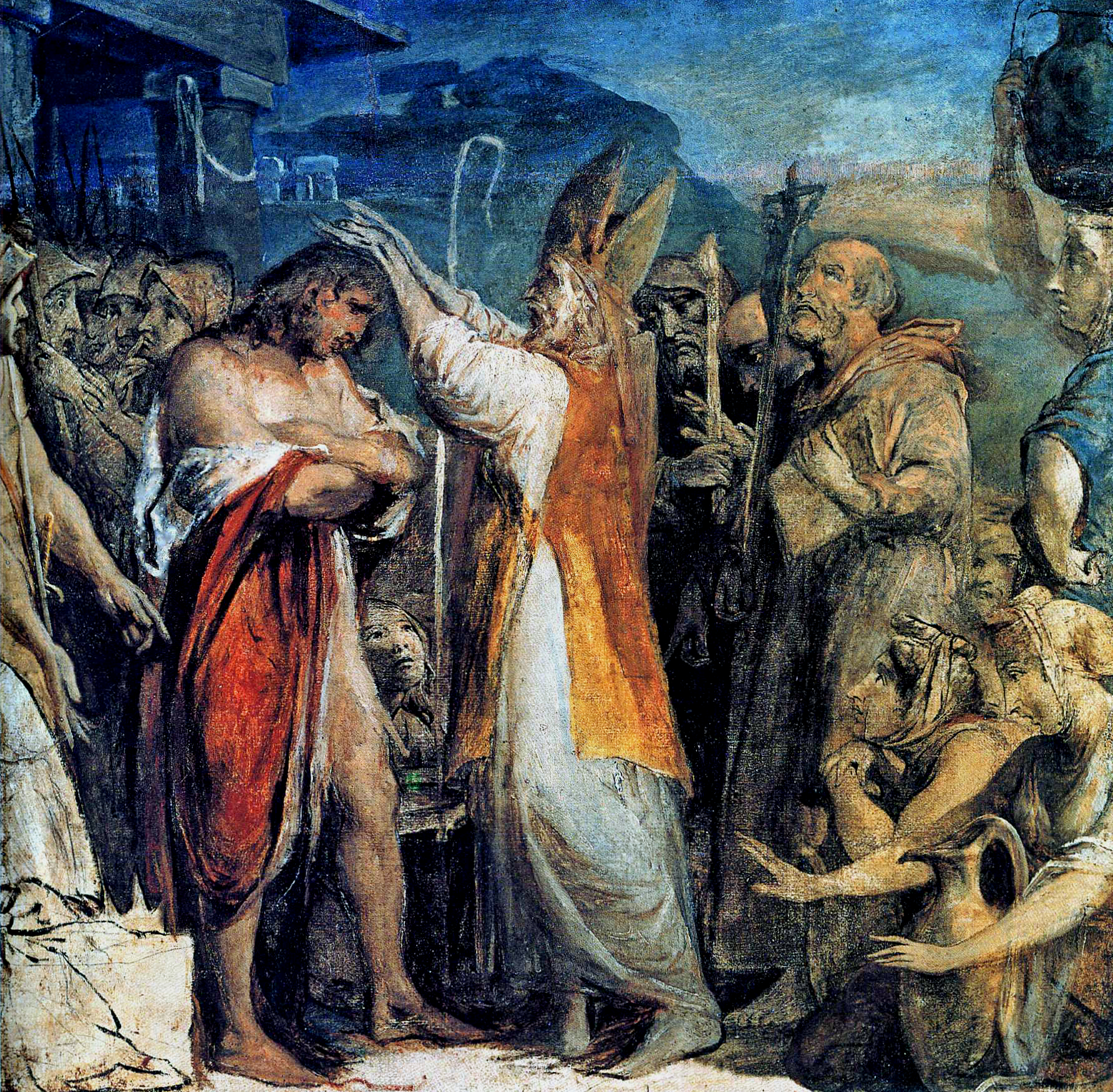
El Bautismo del Rey de Cashel por St Patrick, pintado por James Barry, c. 1780. La conversión de Óengus mac Nad Froích movió Munster hacia EL cristianismo.

El cristianismo, que tras el Edicto de Tesalónica en 380 d. C. se convirtió en la religión estatal  del Imperio Romano y de este modo, de gran parte de Europa, llegó a Irlanda en el siglo V, principalmente a través de Munster y Leinster. Muchos de los santos más antiguos de Irlanda mencionados en el Codex Salmanticensis estaban fuertemente conectados a Munster, en especial San Ailbe en Emly, ubicación histórica de los Mairtine. Presuntamente fue ordenado por Paladio, enviado a Irlanda por Celestino I en 431 d. C. El primer santo cristiano nacido en Irlanda fue San Ciarán de Saigir, asociado con Osraige, cuya madre pertenecía a la realeza de Munster (Corcu Loígde). Igualmente, Sand Declán de los Déisi Muman convirtió a su pueblo y fundó un monasterio en Ardmore.
La conversión de los Eóganacht Chaisil, que fueron reyes de Cashel y fueron creciendo en Munster, en detrimento de los Corcu Loígde, ocurrió durante el reinado de Óengus mac Nad Froích. Se dice que fue convertido por San Patricio en una ceremonia en la que supuestamente patricio golpeó el pie del rey con su báculo, un dolor qué Óengus soportó por creer que era parte del bautismo. De hecho, la ubicación deCashel, originalmente en la tierra de los Éile y su establecimiento como la base de los Eóganachta se atribuye en los textos Acallam na Senórach y Senchas Fagbála Caisil a una milagrosa "visión" de San Patricio, que tuvo Corc mac Luigthig sesenta años antes. Según el Acallam, Óengus entonces impuso un tributo trienal en Munster conocido como el "escrúpulo del bautismo de Patricio", mostrando un claro interés político (este tributo fue recaudado hasta la época de San Cormac mac Cuilennáin).

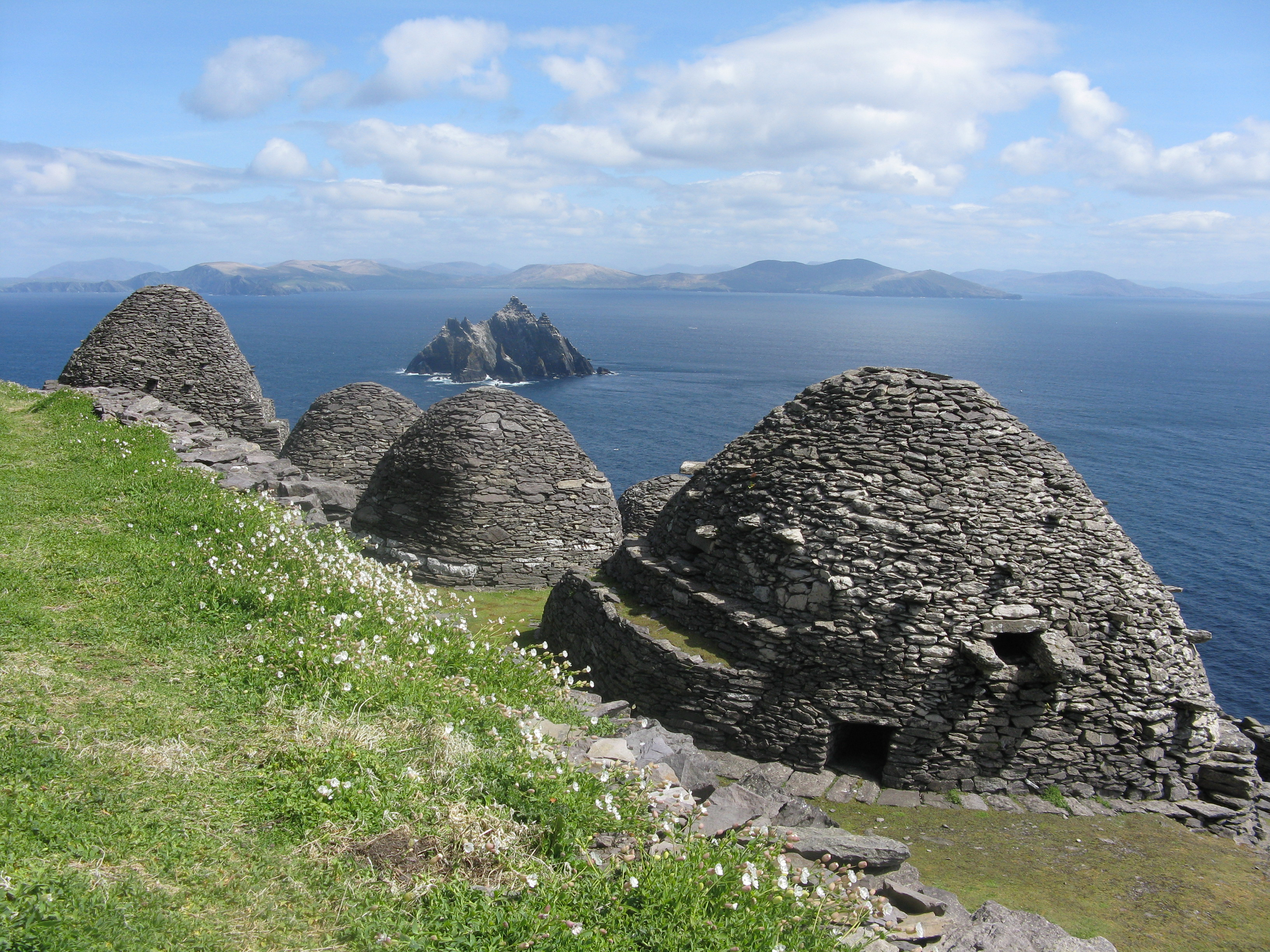
Skellig Michael en la costa del Iveragh Península. Un monasterio cristiano aislado estuvo fundado aquí por St. Finnian de Clonard en el.

Algunos de los sitios monásticos irlandeses más antiguos se hallan en Munster. San Finnian de Clonard fundó un monasterio en Skellig Michael en la costa de la península de Iveragh, San Senán mac Geirrcinn fundó otro en Inis Cathaigh como patrón de los Corcu Baiscind y San Enda de Aran fundó Killeaney en Inishmore, con la ayuda de Óengus mac Nad Froích. Estos monjes a menudo escogieron ubicaciones aisladas y duras para sus monasterios, exhibiendo una espiritualidad ascética, similar a la de los Padres del Desierto en el Egipto cristiano. En otros lugares, los monasterios eran fundados tierra adentro, como la abadía de Lismore fundada por San Mo Chutu y el monasterio de Corcach Mór na Mumhan (ahora Cork) fundado por San Finbarr. Esta institución estaba fuertemente vinculada con la enseñanza. San Brendan de Birr y San Brendan de Clonfert provenían de familias de Munster familias, el último nacido en territorio de los Ciarraighe Luachra. Una notoria santa de la época, Santa. Íte de Killeedy, conocida como el Brigida de Munster.

### La era de los Eóganachta
En el siglo VII, los Eóganachta habían eclipsado a los Corcu Loígde y al resto de contendientes por la hegemonía en Munster. Contaron con la ayuda de sus aliados, los Múscraige, contra los Corcu Loígde. En un contexto más amplio, en la Irlanda de la época, los Uí Néill se habían establecido como el principal poder en el país, con los Érainn en declive, los Laigin limitados y los Eóganachta aún estableciendo su control sobre Munster. Una realidad geopolítica, basada en las divisiones de Leath Cuinn y Leath Mogafue establecida. Bajo Faílbe Flann mac Áedo Duib, Munster cruzó el Shannon y derrotó a los Uí Fiachrach Aidhne de Connacht, tomando lo que se convertiría en Thomond (o posteriormente el Condado de Clare) y colonizándolo con los Déisi. Este rey de Munster fue incluso capaz de proyectar poder e influir la elección de reyes en el vecino reino de Leinster. Con la caída de los Corcu Loígde, Osraige regresó a manos de los Mac Giolla Phádraig, pero permaneció como túatha de Munster hasta el siglo IX.

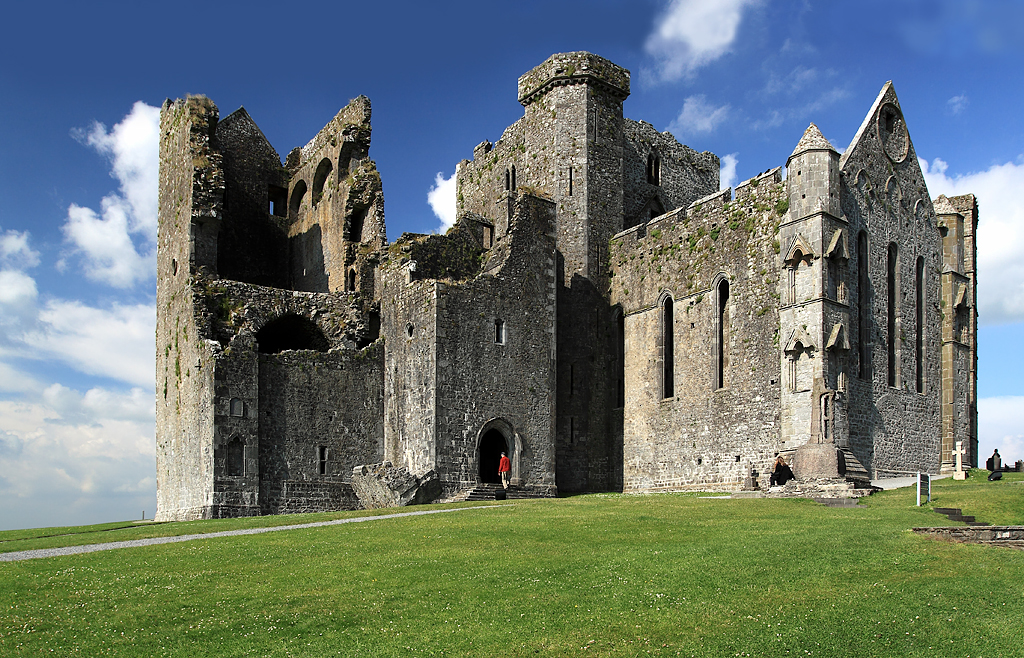
La Roca de Cashel era el centro de poder para los Eóganacht Chaisil, antepasados de los Mac Cárthaigh, que serían los principales proveedores de Reyes de Munster.

Respecto a los Eóganachta, había dos ramas principales; la más poderosa era el "círculo interno", o rama oriental, formada por los Eóganacht Chaisil, Eóganacht Glendamnach, Eóganacht Áine y Eóganacht Airthir Cliach. Al "círculo externo" pertenecían los Eóganacht Raithlind y Eóganacht Locha Léin al oeste y el sur. A pesar de que presuntamente descendían de un linaje diferente (Dáire Cerbba), los Uí Liatháin y Uí Fidgenti son a veces incluidos en el último grupo. Según el Frithfolaid ríg Caisil fri túatha Muman, sólo los descendientes patrilineales de Nad Froích tenían derecho a ser reyes de Munster.
De hecho, en la mayoría de los casos, los Eóganacht Chaisil (antepasados de los Ó Súilleabháin y Mac Cárthaigh), Glendamnach (antepasados de los Ó Caoimh) y Áine (antepasados de los Ó Ciarmhaic) proporcionaron los reyes. A pesar del tamaño del reino, Munster era mucho más débil que sus vecinos Uí Néill en el norte; la propaganda de los Eóganachta afirmaba que gobernaban con "prosperidad y generosidad", más que por la fuerza bruta. Aparte del antedicho Faílbe Flann, otra excepción a esta regla general fue Cathal mac Finguine de Glanworth que se estableció como un serio competidor al título de Rey Supremo y luchó contra la sucesión de tres reyes Uí Néill; Fergal mac Máele Dúin, Flaithbertach mac Loingsig y Áed Allán. Sería el rey más poderoso de Munster hasta Brian Bóruma en el siglo XI.

### Asaltos Vikingos ylongphorts
Los Vikingos, pueblos nórdicos de Escandinavia, comenzaron a atacar los monasterios irlandeses a partir de finales del siglo VIII. Específicamente relevantes para Munster fueron los ataques sobre Inish Cathaigh (816 y 835) y Skellig Michael (824). Los asaltantes escogían estos monasterios principalmente porque eran aislados y fáciles de atacar desde el Mar; se llevaban alimentos, bienes preciosos (principalmente trabajos en metal), ganado y personas (estas personas eran bien liberadas a cambio de un rescate si eran clérigos de alto nivel o vendidos en el extranjero como esclavos). En algunas zonas en Irlanda, a mediados del siglo IX, los Vikings instalaron campamentos costeros conocidos como longphorts; en Munster, destacaron los de Waterford, Youghal, Cork y Limerick. Después de atacar a los reinos irlandeses gaélicos vecinos y exigir tributos, los Vikings comenzaron a comerciar con los nativos irlandeses e incluso se celebraron matrimonios mixtos. Gradualmente se fueron convirtiendo al cristianismo, convirtiéndose en hiberno-nórdicos, con mezcla de ambas culturas.

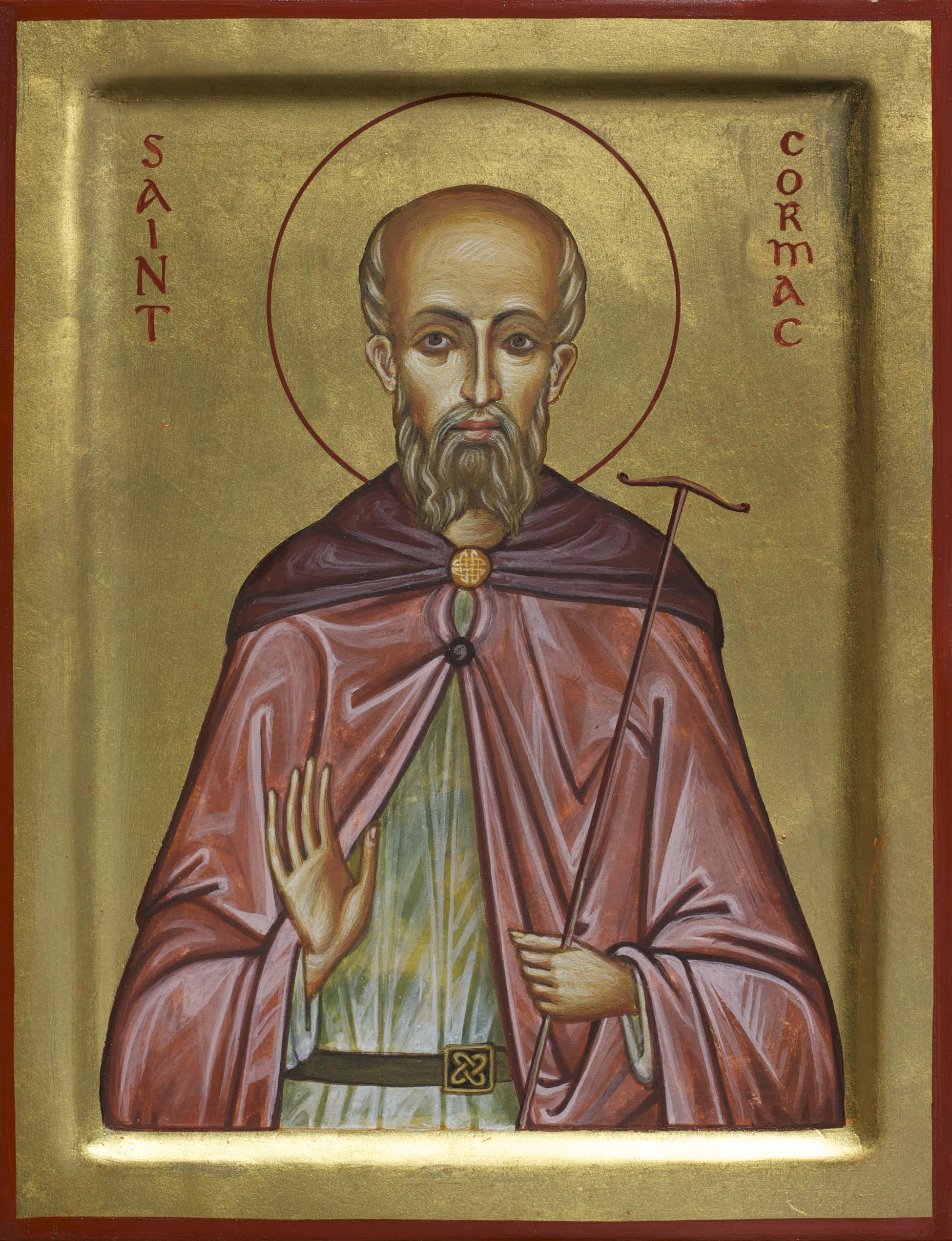
San Cormac mac Cuilennáin famoso obispo de comienzo del siglo asociado con la literaria Sanas Cormaic.

En el mismo Munster, un grupo de entre los Vikingos, los Uí Ímair, que afirmaban descender de Ivar el Deshuesado, hijo de Ragnar Lodbrok, emergieron emergido como Reyes de los pequeños principados hiberno nórdicos, entre los que destacaban Limerick y Waterford. Estos pequeños estados se implicaron en luchas con el resto de vikingos de Irlanda y tejieron una compleja red de alianzas y rivalidades con los clanes nativos irlandeses. La influencia cultural no fue sólo en un sentido; algunas familias irlandesas nativas de Munster adoptaro nombres personales y finalmente nombres de clan de origen nórdico. Esto incluye Mac Amhlaoibh, con Amhlaoibh significado Olaf. Un ejemplo destacado de la alianza hiberno nórdica en Munster fue cuando los reyes de Waterford Vikings se unieron a los Cellachán Caisil, un Rey de Munster de los Eóganacht Chaisil en 939 contra Donnchadh Donn, que entonces era Rey Supremo de Irlanda de los Uí Néill del sur.
El impacto Vikingo, junto con la presión de los Clann Cholmáin (de la dinastía Uí Néill) creó inestabilidad dentro del reino e incluso llevó a la pérdida definitiva de Osraige. Se produjo el ascenso de elementos ajenos a las principales familias reales, como San Cormac mac Cuilennáin, que proecía de una rama menor de los Eóganacht Chaisil y fue Rey de Munster a comienzos del siglo X. Cormac y su mano derecha Flaithbertach mac Inmainén fueron capaces de derrotar al Rey Supremo Flann Sinna después de que éste hubiera asolado Munster en 906. Así como por su  destreza militar y su piedad, Cormac fue conocida por sus escritos, ya que su nombre aparece en el Sanas Cormaic, un glosario de irlandés. Cormac finalmente murió en la Batalla de Bellaghmoon, donde su ejército estaba en inferioridad numérica. Después de que su cabeza hubiera sido llevada a su gran rival Flann Sinna, se dice que el Rey Supremo afirmó "Fue un acto malvado, cortar la cabeza del obispo santo; la honraré, y no la aplastaré." Cormac fue sucedido por Flaithbertach que estuvo notablemente ausente de la Batalla. Fue el único Rey de Munster de los Múscraige conocidos posteriormente como los Ó Donnagáin.

### División entre Desmond y Thomond

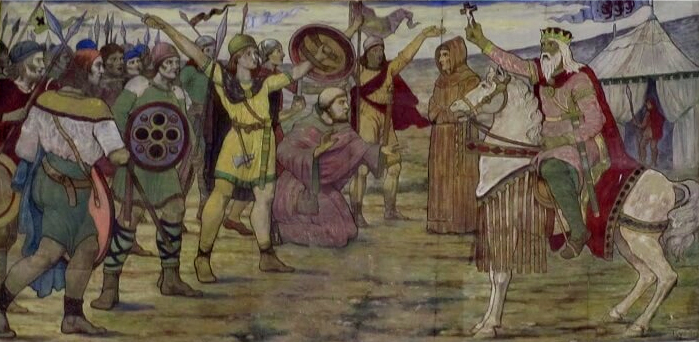
La Batalla de Clontarf por James Ward, c. 1914, mural en las paredes del Ayuntamientode Dublín. Los descendientes de Brian Bóruma los gobernarían Munster hasta 1118.

El poder de los Eóganachta fue desafiado en el siglo X por los Dál gCais de Thomond (antepasados de los Ó Briain). Inicialmente recibieron el apoyo de los Uí Néill que querían debilitar a los Eóganachta. El miembro más exitoso de los Dál gCais fue Brian Bóruma, que se estableció no sólo como Rey de Munster, sino también como Rey Supremo de Irlanda y es recordado por sus hazañas en la Batalla de Clontarf contra los Vikingos. Después de la muerte de Brian, los Dál gCais dominaron la corona de Munste durante el siglo XI ininterrumpidamente; desde el reinado de Donnchadh Ó Briain hasta el de Brian Ó Briain. Dos de estos reyes; Toirdelbach Ó Briain y Muirchertach Ó Briain fueron también Reyes Supremos de Irlanda. Durante el reinado de Muirchertach, las hazañas de su abuelo Brian fueron recogidas en la obra literaria Cogad Gáedel re Gallaib con un espíritu protonacionalista irlandés como una guerra gaélica de liberation contra los invasores Vikingos y sus aliados.
Hacia el final de su reinado, Muirchertach cayó enfermo. Su hermano Diarmaid Ó Briain que se había hecho fuerte en Waterford (y había sido desterrado anteriormente a Deheubarth en Gran Bretaña), decidió disputarle el trono y todos los reinos que habían sido sometidos por Munster; Connacht (bajo los Ó Conchobhair), Aileach (bajo los Mac Lochlainn) y Leinster (bajo los Mac Murchadh); vieron en esto una oportunidad para recuperar el poder. Sus viejos enemigos, los Mac Cárthaigh, de Tadhg Mac Cárthaigh reivindicaron también su poder en el suroeste de Munster (que pronto sería conocido como Desmond). En 1118, el nuevo rey de Munster, Brian Ó Briain luchó contra Tadhg Mac Cárthaigh en la Batalla de Glanmire, que concluyó con la victoria de los Mac Cárthaigh y la muerte de Brian Ó Briain.
Al oír las noticias, el viejo rey, Murichertach Ó Briain regresó para reclamar Munster. Sin embargo, el Rey Supremo, Toirdelbach Ó Conchobhair como parte de un movimiento interesado para debilitar Munster, aceptó la división de Munster en el Tratado de Glanmire en 1118 con Tadhg Mac Cárthaigh. Así, Munster fue dividido entre Thomond (gobernado por los Ó Briain) y Desmond (gobernado por los Mac Cárthaigh), poniendo a un fin un reino que había existido durante más de 1,000 años. Hasta finales del siglo XII los representantes de cada reino reclamaron la corona de Munster, pero esta no existió en realidad. Estos reinos resistieron la invasión normanda en Irlanda con éxito variable pero finalmente en el siglo XVI cayó bajo la órbita de la Corona inglesa. El último reino gaélico superviviente en Munster fue Carbery bajo los Mac Cárthaigh Riabhach, en Desmond que resistió hasta 1606. El nombre Munster fue más tarde resucitado como Provincia de Munster como parte del Reino de Irlanda Tudor en el siglo XVI.